# 奧斯特羅夫湖
52°31′42″N 18°07′25″E / 52.52833°N 18.12361°E

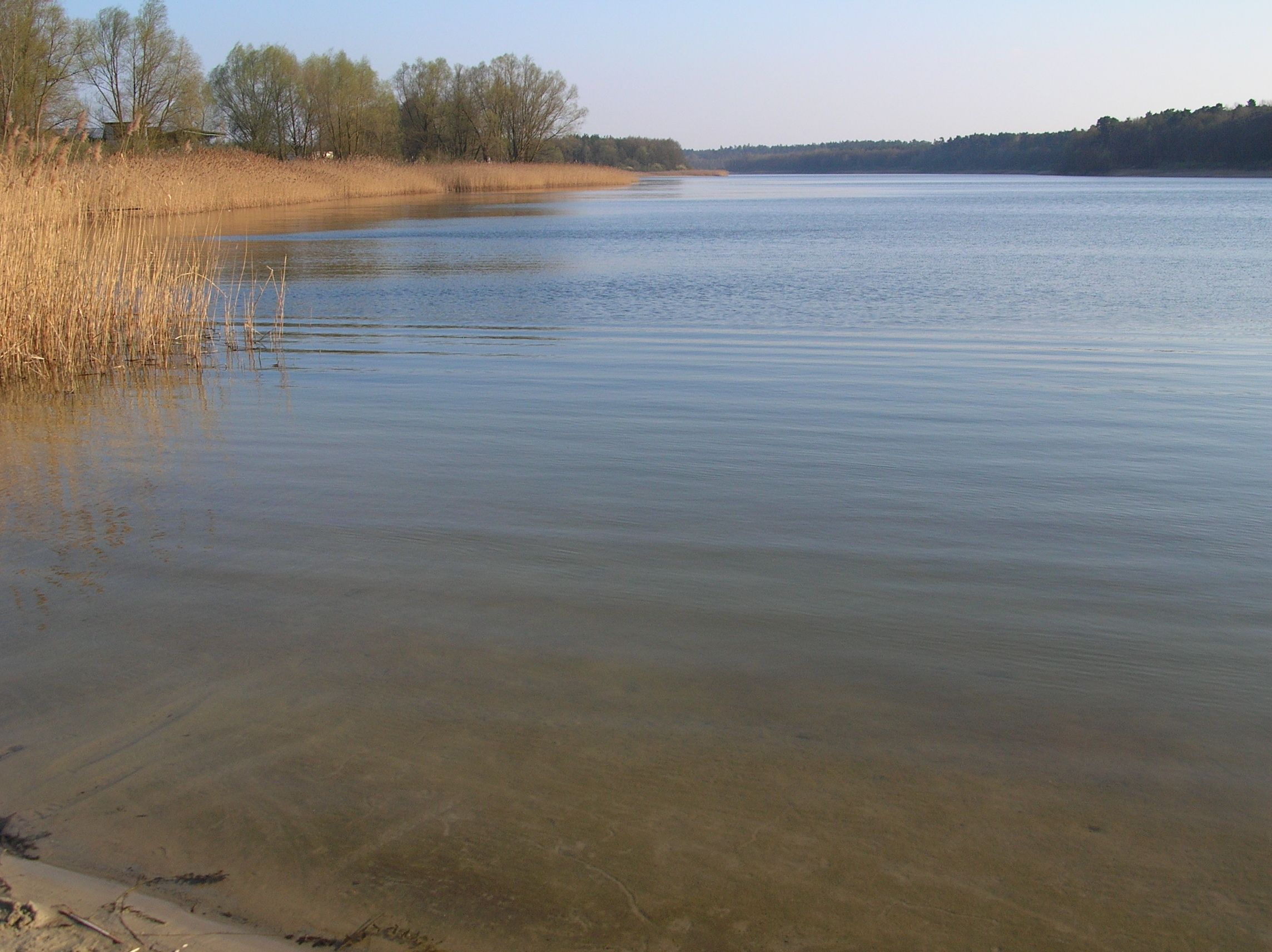

奧斯特羅夫湖是波蘭的湖泊，位於該國北部庫亞維-波美拉尼亞省，長6.6公里，面積3.5平方公里，最大水深33米，2010年1月至2011年2月期間湖水因降雨顯著上升。